# Tavelsjö AIK
Tavelsjö allmänna idrottsklubb (TAIK) är en idrottsförening från Tavelsjö i Umeå kommun.
1963 ombildades föreningen och bytte då namn från Tavelsjö IF till Tavelsjö AIK. Klubbmärket symboliseras av Tavelsjöodjuret. Klubbens färger är röd, blå och vit.
Klubben äger sin egen idrottsanläggning Klacken. Där finns fotbollsplaner, klubbstuga med omklädningsrum och elljusspår. 
Tavelsjö AIK har genom åren haft ett flertal olika idrotter i sin organisation. Fotboll är och har varit den största med ett flertal lag. Både herrlaget och damlaget hade sina största framgångar i början på 1990-talet då herrlaget var i division III och damlaget i division II under ett antal år. Klubben har fostrat två allsvenska fotbollsspelare, Jesper Blomqvist, som spelade allsvensk fotboll med IFK Göteborg och Djurgårdens IF och Björn Nilsson som spelade med Umeå FC i fotbollsallsvenskan 1996. Jesper Blomqvist spelade även i landslaget och har spelat med flera europeiska klubbar. 
Andra idrotter i klubben har varit orientering, längdskidor, ishockey och bordtennis.